# Brunetto Salvarani
Brunetto Salvarani (Carpi, 14 luglio 1956) è un teologo, saggista e critico letterario italiano.

## Biografia
Docente di Teologia della Missione e del Dialogo presso la Facoltà Teologica dell'Emilia Romagna. Ha tenuto corsi, lezioni e collaborato con le università di Bologna, Padova, Venezia, Siena, Modena-Reggio Emilia, Milano Bicocca, con l'Università Cattolica di Milano e la Pontificia Università Gregoriana. Studioso di teologia narrativa, ha scritto numerosi contributi sul tema della non violenza ed è considerato come uno dei maggiori esperti di dialogo ecumenico e interreligioso.
Dal 1987 al 1995 è stato responsabile del Centro Studi Religiosi della Fondazione San Carlo di Modena. Poi assessore alla Cultura del Comune di Carpi e direttore della Fondazione Fossoli, della quale ha promosso l'istituzione, che gestisce l'ex campo di concentramento e il museo al deportato politico e razziale di Carpi. È stato ideatore e promotore del Premio di narrativa sul racconto Arturo Loria che ogni anno si tiene a Carpi, così come del Festivalfilosofia di Modena, Carpi e Sassuolo. 
Ha condotto saltuariamente il programma Uomini e Profeti di Gabriella Caramore in onda su Rai Radio 3 ed è membro del comitato editoriale della trasmissione Rai Protestantesimo. È attualmente presidente della Fondazione "Pietro Lombardini" per gli studi ebraico-cristiani e dirige la rivista trimestrale QOL, di cui è anche cofondatore, che si concentra sulla ricerca biblica, l'ecumenismo, il dialogo ebraico-cristiano. Collabora con diverse testate giornalistiche, tra cui Settimana e Jesus. Ha inoltre diretto la collana della casa editrice EMI Parole delle fedi, per la quale ha scritto Morte (EMI, Bologna 2005) e Gesù (EMI, Bologna 2006). Dal 2005 al 2015 è stato direttore di CEM Mondialità, mensile e movimento dei padri saveriani di Brescia, primo laico nella storia della rivista.
Da sempre impegnato a favore della pace in Israele/Palestina, collabora da diverso tempo con l'associazione "Neve Shalom - Wāħat as-Salām", nata per dimostrare che è possibile la coesistenza pacifica tra ebrei e palestinesi sulla base di una mutua accettazione. Dal 2009 è Presidente dell'associazione italiana "Amici di Neve Shalom - Wāħat as-Salām".

## Stile e tematiche
Intellettuale poliedrico appassionato di musica, fenomenologia del fumetto e cultura popolare, scrive allo stesso modo sul Qohèlet e sui Simpson, passando da Dylan Dog e Tex Willer alla Shoah, da Leonard Cohen e Fabrizio De André alla lotta contro la mafia. Per questa ragione nel 2012 è stata per lui coniata la definizione "teologo-pop" dal drammaturgo Daniele Castellari. Il cardinale Gianfranco Ravasi lo ha definito «infaticabile cultore dei nessi espliciti e segreti tra Bibbia e cultura contemporanea».

## Opere
Ha curato: 
- Le provocazioni di Giobbe. Una figura biblica nell'orizzonte letterario (Marietti, Genova 1992)
- Ho sentito parlare di un sogno... (EMI, Bologna 1992)
- La rivincita del dialogo. Cristiani e musulmani in Italia dopo l'11 settembre, con P. Naso (EMI, Bologna 2002)
- Il muro di vetro. Primo rapporto sull'Italia delle religioni 2009, con P. Naso (EMI, Bologna 2009)
- La fragilità di Dio. Contrappunti teologici sul terremoto, con contributi di Gianfranco Ravasi, Gabriella Caramore, Paolo De Benedetti, Piero Coda, Vito Mancuso, Moni Ovadia e altri (EDB, Bologna 2013)
- Francesco d'Assisi. Guardate l'umiltà di Dio. Tutti gli scritti (Garzanti, Milano 2014)
- Imitazione di Cristo (Garzanti, Milano 2014)
- «Molte volte e in diversi modi». Manuale di dialogo interreligioso, con M. Dal Corso (Cittadella, Assisi 2016)
- Carlo Maria Martini. Fratelli e sorelle. Ebrei, cristiani e musulmani (Bompiani, Milano 2020)
- Guardare alla teologia del futuro: Dalle spalle dei nostri giganti, con M. Perroni (Claudiana, Torino 2022)

Ha scritto:
- Come se non... Piccola teologia portatile sul tempo (s.i.p., Reggio Emilia 1991)
- I cattolici sono tutti uguali? Una mappa dei movimenti della chiesa, con A. Giolo (Marietti, Genova 1992)
- C'era una volta un re... Salomone che scrisse il Qohelet (Paoline, Milano 1998)
- Per amore di Babilonia. Religioni in dialogo alla fine della cristianità, introduzione di Filippo Gentiloni (Diabasis, Reggio Emilia 2000)
- Jesus: Storia di un uomo, romanzo evangelico in tre volumi scritto con Piergiorgio Paterlini entrambi sotto lo pseudonimo di John Wesley Lewis (Sonzogno, Milano 2000)
- A scuola con la Bibbia. Dal libro assente al libro ritrovato, prefazione di Gianfranco Ravasi (EMI, Bologna 2001)
- Vocabolario minimo del dialogo interreligioso. Per un'educazione all'incontro tra le fedi (EDB, Bologna 2003; seconda edizione aggiornata e accresciuta 2008)
- In principio era il racconto. Verso una teologia narrativa, con un saggio inedito del teologo brasiliano Rubem Alves dedicato alla "Magia delle storie" (EMI, Bologna 2004)
- Da Bart a Barth. Per una teologia all'altezza dei Simpson, con prefazione di Gioele Dix e postfazione di Paolo Naso (Claudiana, Torino 2008); in versione tedesca Bart trifft Gott. Das Evangelium der Simpsons (Neukirchener Verlag, Neukirchen Vluyn 2009); nuova edizione Il Vangelo secondo i Simpson. Da Barth a Barth (Claudiana, Torino 2018)
- Renzo Fabris. Una vita per il dialogo cristiano-ebraico, con prefazione di Paolo De Benedetti, postfazione di don Gianni Coda, con un biglietto di Carlo Maria Martini (EMI, Bologna 2009)
- Il dialogo è finito? Ripensare la Chiesa nel tempo del pluralismo e del cristianesimo globale (EDB, Bologna 2011)
- Non possiamo non dirci ecumenici. Dalla frattura con Israele al futuro comune delle chiese cristiane (Gabrielli, Verona 2014)
- Un tempo per tacere e un tempo per parlare. Il dialogo come racconto di vita (Città Nuova, Roma 2016)
- Teologia per tempi incerti (Laterza, Roma-Bari 2018)
- L'infinito viaggiare. Abramo e Ulisse, con L. Monti (EDB, Bologna 2020)
- Dopo. Le religioni e l'aldilà (Laterza, Roma-Bari 2020)
- Il vangelo secondo Tex Willer, con O. Semellini (Claudiana, Torino 2020)
- Fino a farsi fratello di tutti. Charles de Foucauld e papa Francesco (Cittadella, Assisi 2022)
- Senza Chiesa e senza Dio. Presente e futuro dell’Occidente post-cristiano (Laterza, Roma-Bari 2023)
- Oltre la guerra. Le vie della pace tra teologia e filosofia, con Roberto Mancini (Effatà Editrice, 2023)
- Un percorso difficile anche per Dio. Sul futuro del dialogo cristiano-ebraico, prefazione di Derio Olivero (Effatà Editrice, 2024)

Come esperto di musica ha pubblicato:
- Di questa cosa che chiami vita. Il mondo di Francesco Guccini, scritto con O. Semellini, con prefazione di Giovanni Lindo Ferretti e postfazione di Enzo Gentile (Il Margine, Trento 2007; seconda edizione aggiornata e accresciuta 2008)
- Terra in bocca. Quando i Giganti sfidarono la mafia, con O. Semellini, con prefazione di don Luigi Ciotti e postfazione di Franco Battiato (Il Margine, Trento 2009; libro + CD)
- Il vangelo secondo Leonard Cohen, con O. Semellini (Claudiana, Torino 2010)
- Dio, tu e le rose. Il tema religioso nella musica pop italiana da Nilla Pizzi a Capossela (1950-2012), con O. Semellini (Il Margine, Trento 2013)
- La Bibbia di De André (Claudiana, Torino 2015)
- Quei gran pezzi dell'Emilia Romagna. Una terra di musiche, cantanti e canzoni, con O. Semellini (Il Margine, Trento 2017)
- De André. La buona novella. La vera storia di un disco capolavoro, con O. Semellini (Terra Santa, 2019)
- Di neve di pioppi e di parole. Il mondo di Francesco Guccini, con O. Semellini (Ancora, Milano 2021)
- Quando un musicista ride. Il mondo di Enzo Jannacci, con O. Semellini (Ancora, Milano 2023)